# Gerhard Erdmann
Gerhard Erdmann (* 31. Januar 1896 in Thorn; † 16. Juli 1974 in Köln) war ein deutscher Jurist und Verbandsfunktionär.

## Leben

### Familie, Weltkrieg, Studium und Geschäftsführer
Als Sohn des Landesgerichtsdirektors Theodor Erdmann und seiner Ehefrau Toni Windmüller besuchte er die Gymnasien Thorn und Posen, wo er das Abitur erlangte. Er beteiligte sich als Kriegsfreiwilliger Ersten Weltkrieg. Als Leutnant der Reserve diente er im Feldartillerie-Regiment Nr. 20. Nach dem Kriege begann er das Studium der Rechts- und Staatswissenschaften in Breslau, München und Leipzig.
Seine Promotion zum Dr. jur. erlangte er mit einem Thema zum Strafrecht im Jahre 1921. Im gleichen Jahr nahm er eine Beschäftigung in der Geschäftsführung der Vereinigung Deutscher Arbeitgeberverbände (VgDA) auf. Im Jahre 1927 übernahm er die Position des Geschäftsführers der VgDA. In den folgenden Jahren wirkte er beim Aufbau der Reichsanstalt für Arbeitsvermittlung und Arbeitslosenversicherung mit. Weiterhin trug er einige Schritte zur Entwicklung des Sozial- und Arbeitsrechts bei.

### NSDAP und Funktionen im NS-Regime
Im Jahre 1933 verfügte die NS-Regierung, dass der VgDA seine Eigenständigkeit verlieren sollte. Erdmann trat zum 1. Mai 1933 der NSDAP bei (Mitgliedsnummer 2.849.199). Als sich am 19. Juni 1933 der Reichsverband der Deutschen Industrie (RDI) und die VgDA zum Reichsstand der Deutschen Industrie (RStDI) zusammenschlossen, übernahm er in dieser neuen Einrichtung die Leitung der sozialwirtschaftlichen Abteilung. Weiterhin wirkte er im sogenannten Kleinen Arbeitskonvent der Deutschen Arbeitsfront (DAF) mit, der die Aufsicht über die Zentralämter der DAF ausübte. Diese Funktion übte er mit Carl Köttgen und Roland Brauweiler aus, die beide zuvor dem VgDA angehört hatten.
Im Juni 1935 wurde er zum Hauptgeschäftsführer der Reichswirtschaftskammer ernannt, und diese Stellung belegte er bis 1945.  Im März 1935 kam es zu einer Diskussion über die Stellung der Organisation der gewerblichen Wirtschaft (OgW) zur DAF. Als ein Bindeglied beider Organisationen sollte ein Wirtschaftsamt der DAF fungieren. Zu diesem Zweck wurde auf Vorschlag des Leiters der Reichswirtschaftskammer, Ewald Hecker, Erdmann zum Chef des Wirtschaftsamtes. Diese Aufgabe übernahm er ab dem 21. März 1935 bis zum 9. Mai 1945.
Eichholtz und Schumann zitieren eine Aktennotiz von Karl Albrecht, dem Geschäftsführer der Wirtschaftsgruppe Feinmechanik und Optik vom 27. März 1940 von einer Sitzung der Reichsgruppe Industrie (RI), in der das Verhältnis zwischen der RI und dem Reichsminister für Bewaffnung und Munition behandelt wurde. In dieser Notiz wurde Erdmann als Leiter der Rüstungsinspektion Münster bezeichnet.

### Geschäftsführer im BDA
In der ersten Hälfte des Jahres 1949 wurde er zum Hauptgeschäftsführer der Bundesvereinigung der Deutschen Arbeitgeberverbände (BDA) ernannt. Im Jahre 1954 beteiligte er sich am Zustandekommen des Margarethenhof-Abkommen, welches eine Rahmenordnung der Schlichtung bei Tarifauseinandersetzungen zwischen den Arbeitgebern und Gewerkschaften regelte. Zum außerordentlichen Geschäftsführer der BDA wurde er im Jahre 1957 berufen. Ab dem Jahre 1963 war er Angehöriger des Präsidiums der BDA.
Seit 1921 war er mit Hildegard Rauschning verheiratet. In Köln wohnte er zuletzt in der Drosselstraße 3.

### Mitgliedschaften und Ämter
- Vorstandsvorsitzender der Bundesanstalt für Arbeitsvermittlung und -arbeitslosenversicherung
- Kuratorium des Deutschen Industrieinstituts Köln
- Beirat der Carl-Duisberg-Gesellschaft Köln
- Vorstand der Union der internationalen Verbindungen Brüssel
- Rationalisierungs-Kuratorium der Deutschen Wirtschaft Frankfurt/Main
- Fördererkreis des Instituts für Wirtschaftspolitik an der Universität Köln
- Wirtschaftsbeirat der Nordstern-Gesellschaft Köln
- Verbandsausschuss des Deutschen Arbeitgeberverbandes Köln

## Schriften
- Die Entwicklung der deutschen Sozialgesetzgebung. Quellensammlung zur Kulturgeschichte, Berlin 1948.
- Das Betriebsverfassungsgesetz vom 11. Oktober 1952, Neuwied 1954.
- Wirtschaftsdemokratie und Mitbestimmung. Ihre rechts- und staatspolitische Problematik, Neuwied 1964.
- Die deutschen Arbeitgeberverbände im sozialgeschichtlichen Wandel der Zeit, Neuwied 1966.

## Auszeichnungen
- 1956: Großes Bundesverdienstkreuz
- 1961: Verleihung der Ehrendoktorwürde der Universität Köln
- 1967: Großes Bundesverdienstkreuz mit Stern